# Nossa Senhora da Graça de Póvoa e Meadas
A Freguesia de Nossa Senhora da Graça de Póvoa e Meadas, com sede na povoação de Póvoa e Meadas, é uma freguesia portuguesa do Município de Castelo de Vide, com 73,55 km² de área e 542 habitantes (censo de 2021), tendo, por isso, uma densidade populacional de 7,4 hab./km².

## História
Póvoa e Meadas foi vila e sede de concelho entre 1248 e 1836. Era constituído por uma freguesia e tinha, em 1801, 742 habitantes.

## Descrição
Póvoa e Meadas é hoje sede de uma pequena freguesia, a 12 quilómetros a norte da sede de município, Castelo de Vide, e a 15 quilómetros a leste da vila de Nisa.
A terra tem como padroeira Nossa Senhora da Graça. As festas religiosas são a 15 de agosto e as pagãs marcam-se, normalmente, para a terceira semana daquele mês. Também é observada a festa de Santa Margarida, em setembro.
A vila tem o seu centro no Rossio, pequeno jardim com coreto, no meio da localidade. Existe uma igreja matriz, datada do século XX, com arquitectura contemporânea, e quatro capelas. Ainda no plano religioso, Póvoa e Meadas tem um pároco residente.
Póvoa e Meadas possui um campo de futebol pelado, onde joga o clube local, uma praça de touros e vários equipamentos sociais: a Casa do Povo, explorada agora pelo rancho folclórico; um lar de terceira idade; um posto médico; um mercado de frescos.

## Demografia
Nota: Nos censos de 1864 figura Póvoa e Meadas, e nos de 1878 a 1930 denomina-se Póvoa e Meadas (Nossa Senhora da Graça). Pelo decreto-lei nº 27.424, de 31/12/1936, passou a ter a actual designação. Fonte: INE.
A população registada nos censos foi:
| Distribuição da População por Grupos Etários | Distribuição da População por Grupos Etários | Distribuição da População por Grupos Etários | Distribuição da População por Grupos Etários | Distribuição da População por Grupos Etários |
| -------------------------------------------- | -------------------------------------------- | -------------------------------------------- | -------------------------------------------- | -------------------------------------------- |
| Ano                                          | 0-14 Anos                                    | 15-24 Anos                                   | 25-64 Anos                                   | > 65 Anos                                    |
| 2001                                         | 93                                           | 70                                           | 247                                          | 126                                          |
| 2011                                         | 76                                           | 69                                           | 303                                          | 139                                          |
| 2021                                         | 44                                           | 34                                           | 199                                          | 265                                          |

## Património
- Anta do Pai Anes
- Anta da Tapada dos Matos ou Anta dos Mosteiros
- Menir da Meada
- Barragem Romana da Tapada Grande